# Nilda Spencer
Nilda Oliva César (Salvador, 6 de junho de 1923 - 10 de outubro de 2008) foi uma atriz brasileira. 

## Biografia
“Nilda Spencer é uma das personalidades mais marcantes da vida artística da Bahia. Sua presença é criativa, apresenta de forma eficiente e profunda nossa trajetória cultural”. A opinião é do escritor Jorge Amado por ocasião do lançamento do CD “Boca do Inferno”, na qual a atriz recitou alguns dos mais célebres poemas de Gregório de Matos. 
Nilda começou a se envolver com o teatro na década de 1950, quando conheceu o diretor teatral Eros Martim Gonçalves, fundador da Escola de Teatro da Universidade Federal da Bahia. Desde então, ligou para sempre sua vida ao teatro. Foram dezenas de peças e interpretações marcantes, que se estenderam também ao cinema: Nilda participou de oito longas-metragens, entre eles “Dona Flor e seus Dois Maridos”, de Bruno Barreto, maior sucesso de público do cinema brasileiro.
Atriz, professora, tradutora, colunista. Nilda César Spencer nasceu em Salvador, no bairro do Canela no dia 18 de junho de 1923, em Salvador, filha de D. Zizi Oliva César e de Elizeu César, estudou na Escola Jesus Maria José, Colégio Nossa Senhora Auxiliadora e Colégio da Soledade. Era uma aluna aplicada, gostava do ensino de Português, mas o que preferia fazer nos intervalos das aulas era imitar os artistas. Todos os colegas em volta admiravam suas performances. Ela enfrentou a família, nos anos 1950, e abandonou a promissora carreira de pianista - com concertos nos Estados Unidos e Venezuela - para virar atriz, uma profissão que, naquela época, não era vista com bons olhos. O conhecimento musical a ajudou no teatro, arte na qual se dedicou, principalmente, à área de dicção e expressão vocal, chegando a ser professora e diretora da Escola de Teatro da UFBA. Foi a primeira mulher que assumiu a direção de uma Escola de Teatro na Universidade num tempo em que Salvador era uma província e o papel feminino estava reservado nos bastidores da lei, da família. Fazer teatro no Brasil ainda era considerado opção menor para rapazes e moças de boas famílias.
Diplomada na primeira turma da Escola de Teatro da Universidade da Bahia em 1956, logo após, foi a substituta de Martim Gonçalves, por indicação deste. Fez pós-graduação em Londres, foi tradutora oficial da escola, ensinou durante 25 anos e nunca deixou os palcos e os sets de gravações e filmagens. Fez centenas de peças, filmes e minisséries para a tevê. 
O primeiro trabalho foi em 1956 com a peça Auto da Cananéia, de Gil Vicente, encenada no Convento de Santa Teresa com o grupo dramático da Escola de Teatro A Barca. Dois anos depois fez a comédia de Arthur Azevedo, Almanjarra. Em seguida o drama realista de August Strindberg, Senhorita Julia, peça da inauguração do Teatro Santo Antônio; As Três Irmãs, drama de Anton Tchecov; A Sapateira Prodigiosa, de Federico Garcia Lorca; Calígula, de Albert Camus, em que Nilda trabalhou ao lado de Sérgio Cardoso; Companhia das Índias, de Nelson de Araújo; Medo, de Robert Frost; A Falecida, de Nelson Rodrigues; Seis Personagens à Procura de um Autor, de Luigi Pirandello, entre muitas outras. Depois que pisou no palco, ela não parou mais: viveu e deu vida a muitos personagens. Aprendeu e ensinou muito.
No cinema atuou em Dona Flor e seus Dois Maridos; de Bruno Barreto, Tenda dos Milagres, de Nélson Pereira dos Santos; Meteorango Kid, de André Luís Oliveira; Caveira My Friend, de Álvaro Guimarães; O Super-Outro, de Edgard Navarro, Eu Tu Eles,  entre outros. Fez ainda as minisséries da Globo Tenda dos Milagres e O Pagador de Promessas, além da novela Rosa Baiana, da TV Bandeirantes. 
Myriam Fraga, num artigo dedicada à grande dama dos palcos baianos, afirmou que ela “é um exemplo permanente de honestidade profissional e ilimitado amor à sua profissão”. Ela “soube vencer tantas barreiras para construir seu ideal com talento e altivez”. O constante sucesso de Nilda Spencer nos palcos tem uma explicação: “Amo o teatro, nunca deixei de encenar. Mesmo quando não estou nos palcos, faço algo ligado ao teatro”. Além de teatro, produziu show musical como Coração de Tambor, com Wilson Café, Quincas Berro D’Água, com Nilda e Mário Gadelha e, para marcar os 40 anos de carreira, lançou em 1996 o CD Boca do Inferno, homenagem explícita ao poeta baiano do século XVII Gregório de Matos. O velho sonho de gravar CD interpretando os picantes versos de Gregório de Matos foi realizado. A versátil Nilda se preparou para mais uma etapa da vida - encenar a peça de Colin Higgins, Ensina-me a Viver, sob a direção de Fernando Guerreiro.  Uma personagem muita aplaudida foi Zulmira, a suburbana da peça A Falecida de Nélson Rodrigues.  
Ministrou aulas de dicção e expressão vocal para muitos artistas, políticos e empresários. Tudo o que ela aprendeu na vida ela repassa para seus alunos, mas o que ela jamais esquece é a força do bem querer que todos os amigos lhe devota. “Poucas pessoas têm a felicidade de realizar um sonho como tive, de fazer o que mais gosto, teatro. Na época enfrentei muitos preconceitos, mas tive a coragem de seguir em frente e meus amigos torceram muito por mim. Só na estréia foi uma aceitação geral onde fui recebida com flores. Conseguir romper a barreira e o domínio total para dizer que teatro é uma coisa boa para toda a comunidade”. Foi junto com os amigos Geová de Carvalho, Fred Souza Castro, Afonso Coentro e tantos outros. 
Nilda Spencer faleceu no início da madrugada do dia 10 de outubro de 2008, aos 85 anos. Ela estava internada desde o dia 1º no Hospital Jorge Valente, em Salvador, para ser submetida a uma cirurgia no braço direito, fraturado numa queda. Durante a internação, teve uma infecção pulmonar, sofreu duas paradas cardíacas e não resistiu.
Era viúva do geólogo norte-americano Julius Clarence Spencer Jr. , com quem se casara em 1943, e tinha  duas filhas -  Susan  e Judy Spencer. 

## Filmografia

### Cinema
| Ano  | Título                              | Personagem      |
| ---- | ----------------------------------- | --------------- |
| 2001 | Memórias Póstumas                   | Dona Plácida    |
| 2000 | Eu, Tu, Eles                        | Raquel          |
| 1989 | SuperOutro                          | Mulher baiana   |
| 1977 | Tenda dos Milagres                  | Condessa Zabela |
| 1976 | Dona Flor e Seus Dois Maridos       | Dinorah         |
| 1970 | Caveira, My Friend                  | Senhora         |
| 1969 | Meteorango Kid: Herói Intergalático | Mulher          |

### Televisão
| Ano  | Título                 | Personagem   |
| ---- | ---------------------- | ------------ |
| 1988 | O Pagador de Promessas | Beata Mariah |
| 1981 | Rosa Baiana            | Filó         |